# Matilde Carolina da Baviera
Matilde Carolina Frederica Guilhermina Carlota da Baviera (Augsburgo, 30 de agosto de 1813 — Darmstadt, 25 de maio de 1862) foi a filha mais velha do rei Luís I da Baviera e de sua esposa, Teresa de Saxe-Hildburghausen.
Em 26 de dezembro de 1833, em Munique, ela desposou o então grão-duque herdeiro de Hesse-Darmstadt, o futuro Luís III, Grão-Duque de Hesse (1806-1877). Luís sucedeu ao seu pai em 1848. O casamento não gerou filhos.